# Cucullia sabulosa
Cucullia sabulosa är en fjärilsart som beskrevs av Otto Staudinger 1879. Cucullia sabulosa ingår i släktet Cucullia och familjen nattflyn. Inga underarter finns listade i Catalogue of Life.